# Drilocephalobus moldavicus
Drilocephalobus moldavicus är en rundmaskart. Drilocephalobus moldavicus ingår i släktet Drilocephalobus, och familjen Drilocephalobidae. Arten är reproducerande i Sverige.